# 여차원
수학에서 여차원(餘次元, 영어: codimension 코디멘션[*])은 전체 공간의 차원과 부분공간의 차원의 차이다. 즉,  어떤 {\displaystyle m}차원 기하학적 대상 {\displaystyle M}이 {\displaystyle n}차원 기하학적 대상 {\displaystyle N\supset M}의 부분대상인 경우, {\displaystyle M}의 여차원을 {\displaystyle n-m}이라고 한다.
여차원의 개념은 벡터 공간, 대수다양체, 매끄러운 다양체 등의 경우에 적용할 수 있다.